# Simone Hankin
Simone Hankin (Sydney, 28 febbraio 1973) è una pallanuotista australiana, vincitrice di una medaglia d'oro ai giochi olimpici di Sydney 2000.